# Songs of a Lost World
Songs of a Lost World — чотирнадцятий студійний альбом англійського альтернативного рок-гурту The Cure, який вийшов 1 листопада 2024 року на лейблах Lost Music, Universal, Polydor і Capitol. Всі пісні на альбомі були написані виключно вокалістом/гітаристом Робертом Смітом вперше з часів альбому 1985 року The Head on the Door. Це перший студійний альбом Cure з часів Pornography 1982 року, який містить лише вісім пісень. Це також перший студійний альбом, у записі якого взяв участь Рівз Ґабрелс, який з 2012 року гастролює з гуртом, замінивши Перла Томпсона, хоча раніше Ґабрелс брав участь у записі синглу 1997 року «Wrong Number».
Альбом отримав схвальні відгуки критиків, з особливими похвалами за лірику, похмуре звучання і вокал Роберта Сміта. Критики відзначили, що Songs of a Lost World — найкраща робота гурту з часів Disintegration (1989) і найбільш особиста з часів Wish (1992).

## Передісторія
Songs of a Lost World створювався кілька років і став першим студійним альбомом Cure з моменту виходу 4:13 Dream у 2008 році. Спочатку альбом був запланований до випуску на 2019 рік. Це перший повноформатний альбом гурту, в якому на гітарі грає Рівз Ґабрелс, який приєднався до колективу у 2012 році як повноправний учасник гурту. На ньому також відбулося студійне повернення клавішника Роджера О'Доннелла, який приєднався до гурту у 2011 році після шестирічної перерви.
П'ять пісень з альбому, включаючи «Alone», були виконані наживо у 2022 та 2023 роках під час світового турне Shows of a Lost World. Мультиінструменталіст Перрі Бамонте знову приєднався до гурту у 2022 році під час цього туру, але не з'являється на альбомі, оскільки більша частина запису була завершена у 2019 році.
Пісні були повністю написані, скомпоновані та аранжовані Робертом Смітом. Під час написання пісні Сміт мав труднощі з «пошуком правильних образів» для тексту «Alone», зрештою знайшовши натхнення у вірші Ернеста Доусона «Dregs».

## Художнє оформлення
Для ілюстрації обкладинки Сміт обрав Bagatelle, скульптуру словенського художника Янеза Пірната 1975 року. Обкладинку альбому розробив Енді Велла.

## Промо
Реліз альбому був офіційно анонсований 26 вересня 2024 року з виходом першого синглу «Alone» і відкриттям спеціального веб-сайту. 9 жовтня 2024 року трек-лист був опублікований в електронному листі, надісланому учасникам розсилки, а згодом був розміщений на офіційному сайті The Cure.
Другий сингл, «A Fragile Thing», вийшов 9 жовтня 2024 року. 14 жовтня 2024 року Сміт повідомив, що тур на підтримку Songs of a Lost World розпочнеться «восени наступного року» після завершення роботи над наступним альбомом.
Гурт виступив з концертом у BBC Radio Theatre 31 жовтня, одну годину транслювався на BBC Radio 2 у шоу In Concert, включаючи версії «Alone», «A Fragile Thing» і «Endsong», і ще одну годину транслювався на BBC 6 Music у шоу Г'ю Стівенса, включаючи версії «I Can Never Say Goodbye», «And Nothing Is Forever» і «All I Ever Am».

## Відгуки критиків
За даними агрегатора рецензій Metacritic, Songs of a Lost World отримав «загальне визнання» на основі середньозваженої оцінки 93 з 100 з 19 оцінок критиків. Франк Вергеаде з Les Inrockuptibles повідомив, що «лише два слухачі були уповноважені звукозаписною компанією» на рецензування альбому: він охарактеризував його як «яскраву готику». Ендрю Тренделл з NME написав п'ятизірковий відгук, зазначивши, що «тут завжди достатньо серця у темряві і розкоші у звучанні, щоб утримати вас», і вважав, що це «мабуть, найбільш особистий альбом у кар'єрі Сміта. Смерть може насуватися, але в чорному є колір і присутні квіти на могилі». Імон де Паор з The Irish Times високо оцінив альбом, давши йому чотири зірки і описавши його як «велично пустельний, розкішно похмурий», додавши, що «він рухається, як льодовик опівночі — величний, нестримний і з холодом, який важко осідає і не покидає». Де Паор порівнював звучання альбому з такими гуртами, як Nine Inch Nails, Cocteau Twins, Pink Floyd і New Order.
Сем Вокер-Смарт з Clash поставив оцінку 9/10 і відчув альбом, як «один з найбільш емоційно сирих», назвавши «Endsong» найкращою піснею платівки. Джон Робб з Louder Than War поставив альбому оцінку 5/5, зазначивши: «Альбом елегійних, задумливих шедеврів, які розповідають про душевний біль втрати за допомогою похмурої, майстерної музики, сповненої мелодійності, нюансів та атмосфери.»
Вікторія Сіґал з Mojo дала альбому чотири з п'яти зірок, високо оцінивши вокал Сміта: «На записі, який так пильно відстежує катаклізми смертності, вражає, наскільки принципово незмінним є голос Сміта, який не зламався до хрипу Боба Ділана або занурився у нові глибини Леонарда Коена», в той же час зазначивши, що альбому не вистачає чогось, «що наближається до поппісні…». Груви «Never Enough» на ефектній «Drone» ковзають найближче до перемикання передач, але навіть там нестабільна земля." Вілл Ходжкінсон з The Times похвалив альбом у п'ятизірковій рецензії, написавши: «На першому за 16 років альбомі готик-рокерів Роберт Сміт розповідає про смерть близьких і власну смерть у музиці, що відрізняється експансивною витонченістю».
Німецьке видання Rolling Stone розкритикувало альбом за «пласкі пісні», які звучали «надлишково» з нескінченними вступами.

## Трек-лист
Всі треки написані Робертом Смітом.
| #  | Назва                     | Тривалість |
| -- | ------------------------- | ---------- |
| 1. | «Alone»                   | 6:50       |
| 2. | «And Nothing Is Forever»  | 6:53       |
| 3. | «A Fragile Thing»         | 4:44       |
| 4. | «Warsong»                 | 4:17       |
| 5. | «Drone:Nodrone»           | 4:45       |
| 6. | «I Can Never Say Goodbye» | 6:03       |
| 7. | «All I Ever Am»           | 5:21       |
| 8. | «Endsong»                 | 10:23      |

## Персоналії
The Cure 
- Роберт Сміт — вокал, гітара, шестиструнна бас-гітара, клавішні, написання пісень, аранжування, продюсування, зведення, асистент запису, концепція художнього оформлення
- Саймон Геллап — бас-гітара
- Джейсон Купер — барабани, перкусія
- Роджер О'Доннелл — клавішні
- Рівз Ґабрелс — гітара

Продакшн
- Пол Коркетт — продюсування, звукоінженер, зведення
- Джек Бостон — асистент запису
- Джо Джонс — асистент запису
- Банні Лейк — асистент запису
- Майлз Шоуелл — мастеринг
- Енді Велла — художнє оформлення, дизайн
- Янез Пірнат — скульптура Bagatelle